# لويد أوزبورن
لويد أوزبورن (بالإنجليزية: Lloyd Osbourne)‏ (7 أبريل 1868، سان فرانسيسكو في الولايات المتحدة - 22 مايو 1947، غلينديل في الولايات المتحدة)؛ دبلوماسي، كاتب وروائي أمريكي.

## روابط خارجية
- لويد أوزبورن على موقع قاعدة بيانات برودواي على الإنترنت (الإنجليزية)